# Straßenbahnhof Naußlitz

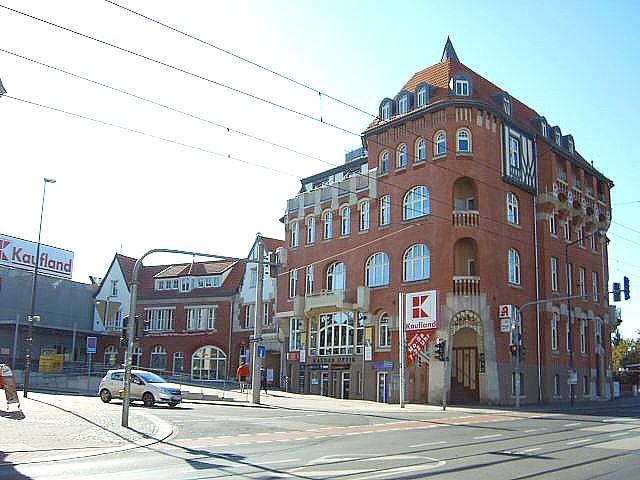
Straßenbahnhof Naußlitz

Der Straßenbahnhof Naußlitz ist ein ehemaliges Straßenbahndepot im Dresdner Stadtteil Naußlitz, das heute als Einkaufszentrum genutzt wird. Als einer der wenigen Industriebauten im Jugendstil in Dresden steht das Gebäude unter Denkmalschutz.

## Geschichte
Der Straßenbahnhof Naußlitz wurde zwischen 1899 und 1902 nach Plänen des Architekten Edmund Körner errichtet und am 1. April 1902 eingeweiht. Bauherr war die Dresdner Straßenbahn Gesellschaft, Vorgänger der heutigen Dresdner Verkehrsbetriebe AG (DVB). Das mit einer roten Klinkerfassade verkleidete Gebäude an der Kesselsdorfer Straße 81 / Einmündung Koblenzer Straße / Wendel-Hipler-Straße besteht aus einem mehrgeschossigen Verwaltungsgebäude sowie der früheren Wagenhalle an der Koblenzer Straße. Diese bot ursprünglich Platz für ca. 60 Fahrzeuge und wurde 1926 und 1938/39 nochmals erweitert.
Beim Luftangriff 1945 erlitt das Gebäude schwere Schäden, konnte jedoch nach einer Notreparatur bereits im folgenden Jahr wieder genutzt werden. Zuletzt diente der frühere Straßenbahnhof bis zur Schließung 1996 zum Abstellen von Bussen der DVB. Nach dem Verkauf an eine private Investorengruppe wurde das Gebäude zum Einkaufszentrum umgebaut. Dabei blieben von der ehemaligen Wagenhalle nur die Außenwände erhalten, während das Innere zu einem modernen Supermarkt umgebaut wurde. Auf dem Dach gibt es ein Parkdeck. Im sanierten früheren Verwaltungsgebäude befinden sich seit 2005 kleinere Ladeneinheiten, Büros, Arztpraxen und Wohnungen.